# Kloapor
Kloapor (Callitrichidae) är en familj i underordningen Haplorhini som tillhör ordningen primater.

## Kännetecken
De skiljer sig från alla andra primater genom att tummen inte är motsättlig och att alla fingrar och tår, utom stortån som har en flat nagel, bär klor. Med hjälp av klorna klättrar de på lodrätta trädstammar, ibland med huvudet neråt. En annan skillnad är att de äkta kindtänderna (molarer) är 2, i stället för 3 som hos alla övriga primater. Tandformeln är I 2/2 C 1/1 P 3/3 M 2/2, alltså 32 tänder. Enda undantaget är goeldisapan som har 3 molarer. Troligen reducerades molarernas antal när arterna blev mindre i storlek. Arter i släktet silkesapor har förmåga att öppna trädens bark med tänderna.
Huvudet är avrundat och ansiktet föga utstående. Kloapor har stora öron och bär en silkesmjuk hårbeklädnad. Ansiktet är ofta naket eller glest täckt med hår. Pälsens färg varierar mellan svart, brun och gråaktig till gul eller vit. Ofta står vissa kroppsdelar som tofsar eller skägg i kontrast till övriga kroppen.
Kroppen är smärt och oftast mindre än hos övriga primater. Dvärgsilkesapa är med en kroppslängd på mellan 12 och 15 cm den minsta arten i familjen. Andra arter blir upp till 35 cm långa. Hos alla arter tillkommer en buskig svans som med 15 till 44 cm längd alltid är längre än kroppen. Svansen används inte som gripverktyg. Individernas vikt varierar mellan 100 och 600 gram (sällan upp till 900 g). I överensstämmelse med hur lemmarna är utformade står att kloaporna aldrig går på två ben. Deras rörelsesätt, särskilt deras sätt att klättra, har stor likhet med till exempel ekorrarnas.

## Utbredning och habitat
Deras utbredningsområde ligger i tropiska regnskogar i mellersta och södra Amerika. De flesta arterna lever i Amazonområdet i en region som sträcker sig från östra Ecuador och norra Bolivia till nordöstra Brasilien. Undantag är silkesapor och lejontamariner som lever i östra och sydöstra Brasilien. Tre arter av släktet tamariner lever också utanför Amazonområdet, de förekommer i nordvästra Colombia och Panama.
Några arter föredrar skog med tät undervegetation. Andra familjemedlemmar lever bland människans odlingar eller i trädgårdar.

## Levnadssätt
Kort efter soluppgången börjar gruppen vandra genom skogarna. På natten sover medlemmarna i trädens håligheter eller gömda i den täta undervegetationen. Vanligen går de på fyra extremiteter över nästan vågräta grenar men de kan även hoppa och klättra på lodrätta stammar. Kloapor är vanligen snabba  i sina rörelser.
Individerna lever i grupper av 2 till 15 individer. Grupperna består av en eller flera vuxna hannar, en eller flera vuxna honor samt deras ungar. Den sociala sammanhållningen i gruppen är starkt utvecklad, ofta sover de tätt intill varandra och de vårdar pälsen ömsesidigt. I ett försök med vit silkesapa visades att dessa djur har altruistiska drag. De gav till exempel mat till artfränder utan att förvänta sig något i gengäld. Ofta syns olika arter av kloapor i samma träd där de söker i olika delar av trädet efter föda. Så har de bättre förmåga att upptäcka fiender. Särskild honor markerar träd som de ofta besöker med doftande körtelvätska.
Kloapor kommunicerar med olika läten som till exempel kvittrande pip (bland annat för att uppmärksamma artfränder om fiender) och med olika ansiktsuttryck samt med kroppsspråk.

## Föda
Kloapor är allätare som livnär sig av främst frukter, nektar och insekter. Silkesapornas tänder är byggda så att de kan öppna trädens bark för att komma åt vätskor. De slickar vätskorna främst under tiden då tillgången till frukter är låg. I viss mån äter kloapor även andra växtdelar, mindre ryggradsdjur och fågelägg.
Arterna har en stor blindtarm för en bättre ämnesomsättning.

## Fortplantning

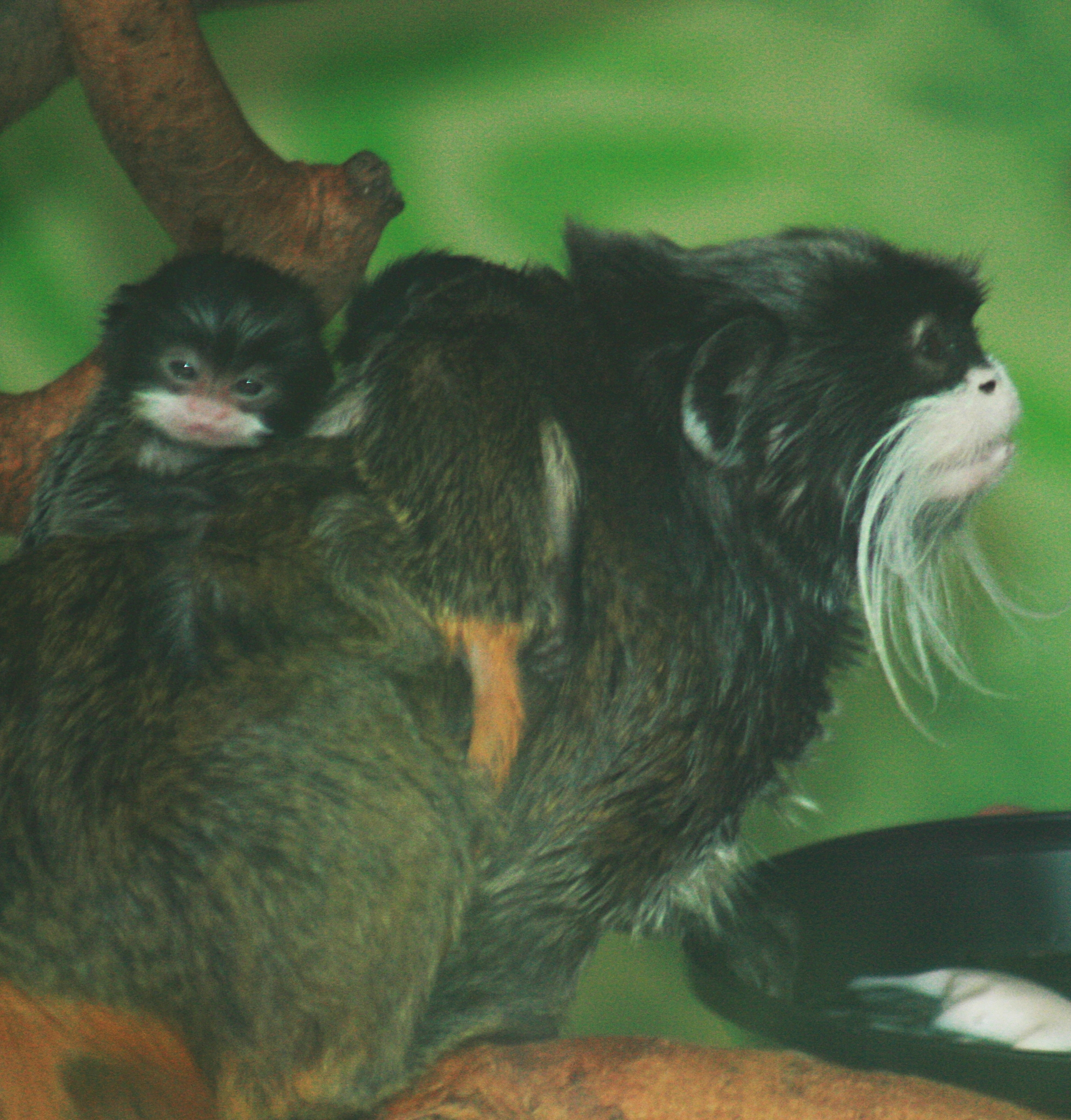
Kejsartamarin (Saguinus imperator) med två ungar på ryggen.

I flockar med många honor parar sig vanligen bara den dominanta honan. Normalt förekommer ingen ägglossning hos de andra honorna, troligen på grund av feromoner som avsöndras av den dominanta individen. För honor av lejontamariner antas att deras sexualliv blir förtryckt.
Till skillnad från andra primater föder de i allmänhet 2-3 ungar åt gången. Ungefär 80 % är tvåäggstvillingar. Endast goeldisapan har en unge per kull. Hos individer som lever i fångenskap förekommer ofta monogama par, alltså en hona som parar sig med en enda hanne. I naturen parar sig honan ofta med flera hannar.
Dräktigheten varar mellan 130 och 150 dagar. Tiden mellan två födslar kan vara så kort som fem till åtta månader. Ungen är vid födelsen ganska stor, ibland har den 25 % av moderns vikt. Hannar är delaktiga i ungarnas uppfostran och i vissa fall hjälper även syskon eller andra honor från flocken. De går till exempel med ungdjuret på ryggen eller lekar med ungarna.
Cirka en månad efter födelsen börjar ungdjuret för första gången med fast föda och efter ytterligare några månader slutar honan att ge di. Under andra levnadsåret blir ungarna könsmogna.
Individer i fångenskap har blivit upp till 28 år gamla.

## Kloapor och människor

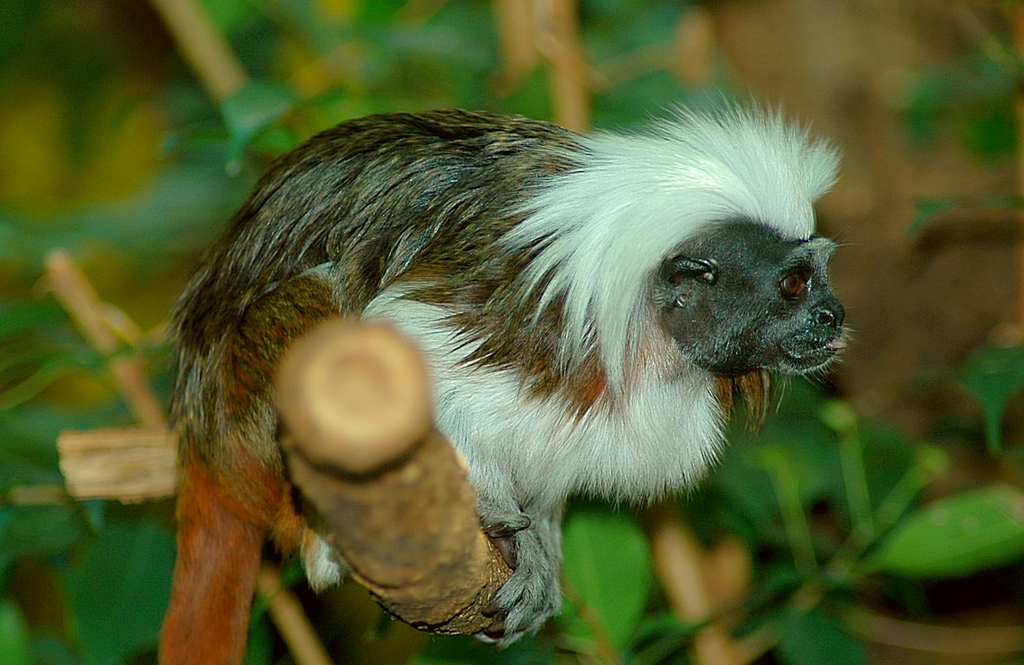
Bomullshuvudtamarinen listas av IUCN som akut hotad

Det största hotet för kloapor är skövlingen av regnskogen. Liksom andra sydamerikanska djur hotas främst arter som lever i skogar nära Atlanten, till exempel lejontamariner. Dessutom fångas de ofta för att användas som sällskapsdjur. I motsats till andra och större primater från nya världen är de bara måttligt hotade av jakt. De har förmåga att anpassa sig till nya situationer och lever delvis i människans närhet. Vissa arter av silkesapor förekommer idag i östra Brasilien där de ursprungligen inte hörde hemma.
Vissa arter som bomullshuvudtamarin och vit silkesapa används idag för djurförsök.

## Systematik

### Yttre systematik
Familjens systematiska position i gruppen brednäsor är omstridd. Tidigare listades den på grund av arternas utmärkande kännetecken (klor, molarernas antal, differenser i fortplantningssättet) som systergrupp till alla övriga apor från nya världen.
Olika morfologiska och molekylärgenetiska undersökningar visade att den andra gruppen var parafyletisk. Några medlemmar är närmare släkt med kloapor än med varandra.
Idag antas att kloapor, kapuciner (Cebus), dödskalleapor (Saimiri) och nattapor (Aotus) bildar en gemensam utvecklingslinje. Relationerna mellan utvecklingslinjens medlemmar är tills vidare omstridda. Juan C. Opazo et. al sammanfattar alla nämnda släkten samt kloapor i familjen Cebidae. Wilson & Reeder (2005) betraktar kloapor som underfamilj (Callitrichinae) av familjen Cebidae men räknar inte nattapor till utvecklingslinjen. Geissmann (2003)  listar kloapor (Callitrichidae) och nattapor (Aotidae) som självständiga familjer och sammanfattar kapuciner och dödskalleapor i familjen Cebidae.

### Inre systematik

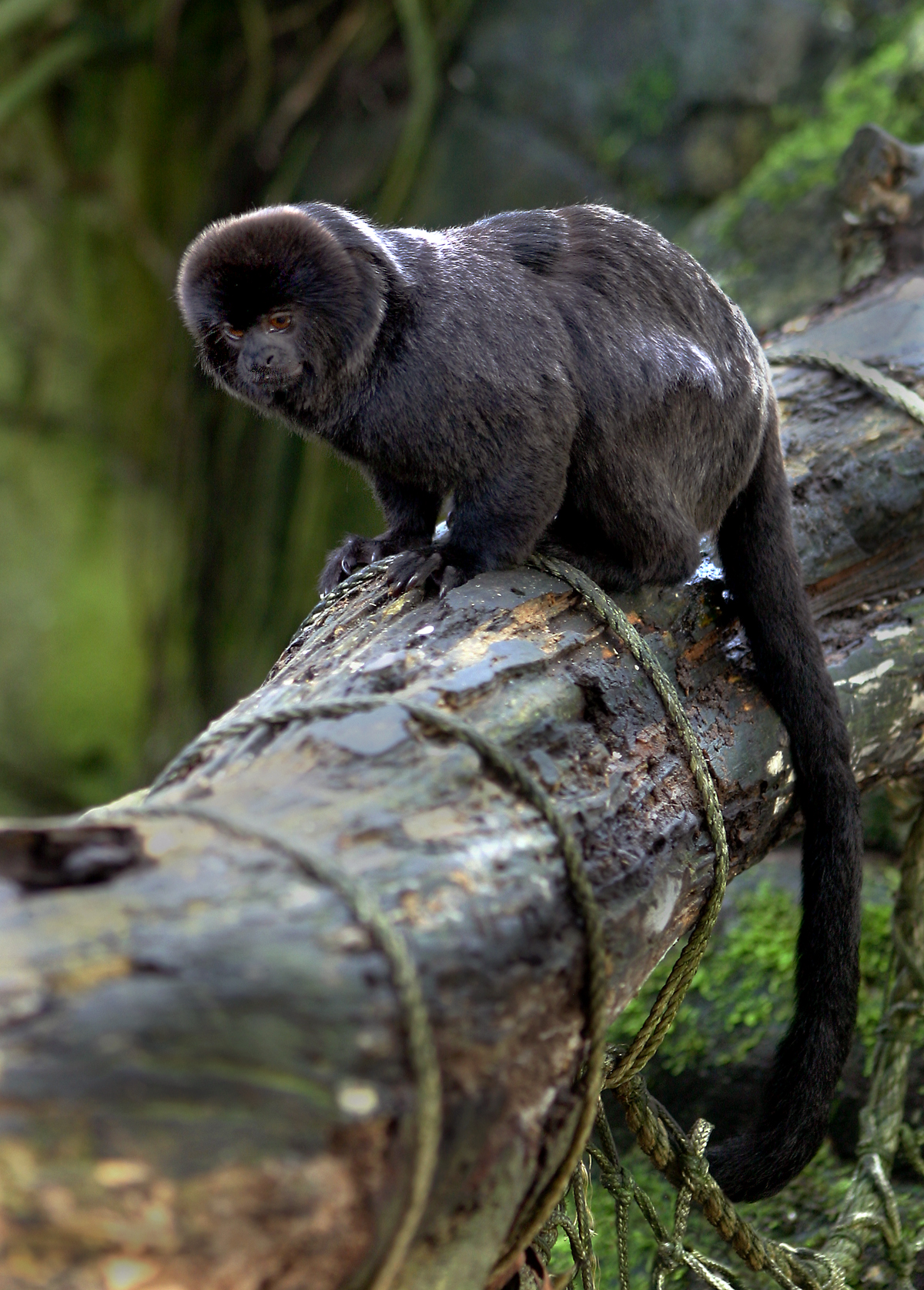
Goeldisapans systematiska position i familjen ändrades flera gånger.

I familjen skiljs fyra till sex släkten från varandra (beroende på auktoriteten), tamariner, lejontamariner, goeldisapa och silkesapor (med undersläkte dvärgsilkesapor). Goeldisapan skiljer sig tydligast från de andra medlemmarna, den har liksom de andra primaterna från nya världen tre molarer och honan föder vanligen ett ungdjur åt gången. Tidigare listades arten därför i en egen underfamilj (Callimiconinae) eller till och med en egen familj (Callimiconidae). Nyare molekylärgenetiska undersökningar visade dock att den är silkesapornas närmaste släkting. Den evolutionära utvecklingen enligt dessa studier visas i följande kladogram:
```
Kloapor (Callitrichidae)
  ├──
Tamariner
 (
Saguinus
)
  └──N.N.
       ├──
Lejontamariner
 (
Leontopithecus
)
       └──N.N.
            ├──
Goeldisapa
 (
Callimico
)
            └──
Silkesapor
 (
Callithrix
)
```

En silkesapa med det vetenskapliga namnet Callithrix humilis och dvärgsilkesapan listas ibland i egna släkten.
Idag skiljer man mellan 43 arter:
- släkte Tamariner (Saguinus) 17 arter
- släkte Lejontamariner (Leontopithecus) 4 arter
- släkte Goeldisapor (Callimico) 1 art
- släkte Silkesapor (Callithrix)
  - undersläkte Callithrix, 6 arter
  - undersläkte Mico, 13 arter
  - undersläkte Cebuella - Dvärgsilkesapa (Callithrix (Cebuella) pygmaea)
  - undersläkte Callibella - Callithrix (Callibella) humilis